# Wayne Gallman
Wayne Gallman (Loganville, 1º ottobre 1994) è un giocatore di football americano statunitense che milita nel ruolo di running back per gli Atlanta Falcons della National Football League  (NFL).

## Carriera
Gallman al college giocò a football con i Clemson Tigers dal 2014 al 2016, vincendo il campionato NCAA nell'ultima stagione. Fu scelto nel corso del quarto giro (140º assoluto) nel Draft NFL 2017 dai New York Giants. Debuttò come professionista subentrando nella gara del quarto turno contro i Tampa Bay Buccaneers nel giorno del suo 23º compleanno, segnando un touchdown su ricezione su passaggio del quarterback Eli Manning.